# Зяблиці
Зя́блиці (рос. Зяблицы) — присілок у складі Слободського району Кіровської області, Росія. Входить до складу Стуловського сільського поселення.
Населення становить 4 особи (2010).